# Koila (Jõelähtme)
Koila – wieś w Estonii, w prowincji Harju, w gminie Jõelähtme.